# Neils Children
Neils Children (también escrito NEiLS CHiLDREN) es una banda de rock inglesa fundada por John Linger ( Voz y guitarra) y Brandon Jacobs (batería) en 1999. Su estilo musical podría definirse como post-punk psicodélico, aunque actualmente se considera su música como 'Lysergic Pop'.

## Carrera musical
La banda se formó en el Harlow College en Essex, donde John Linger (guitarra/voz), Brandon Jacobs (batería/coros) y Tom Hawkins (bajo/coros) estudiaban. El nombre de la banda proviene de la obsesión de John con la banda de proto-punk de los '60 John's Children; el nombre 'Neil' proviene del apodo del bajista Hawkins, debido a su parecido con Men Behaving Badly, estrella de Neil Morrissey.
Empezaron siendo una banda de freakbeat, dando varios conciertos en salas de la escena mod londinense y un show en el concurso de Rock Harlow Square. En el año 2000 Hawkins se fue de la banda (para ocupar un cargo como ingeniero de sonido en la banda The Subways)y ocupó su lugar James Hair a principios de 2001. Por aquel entonces la banda decidió mudarse a Londres. 
Estuvieron relacionados con la escena que giraba en torno al Junk Club, un club nocturno creado por Rhys Webb íntimo amigo de la banda y futuro bajista de su banda amiga The Horrors. Se presentaron en bastantes ocasiones en el mismo club que dio origen a bandas como The Horrors y a These New Puritans.  En el 2004, lanzaron el sencillo 'I Hate Models', con el que consiguieron un amplio reconocimiento por parte de la escena independiente, tanto, que la canción forma parte de una compilación de XFM. 
La banda tuvo muchos conciertos en Londres, Southend, Brighton y otras ciudades inglesas, también se presentaron en el Insomniacs Ball en Londres en 2006, y el London Calling Festival en Ámsterdam. La banda se colocó en el puesto número 30 de 50 en la NME Cool List de 2005. En junio de 2005,  su sencillo "Always the Same" alcanzó el puesto N º 56 en la lista de UK Singles Chart.
En diciembre de 2005, el bajista Hair deja a los Neils Children para formar parte de Vile Imbeciles y fue reemplazado por Keith Seymour, quien formaba parte de Hope of the States el contribuyó para que la banda adquiriera un nuevo sonido, adoptando el Post Punk, la Psicodelia y el New Wave. El grupo también apoyó el surgimiento de bandas británicas como Razorlight, Bloc Party y Art Brut mientras se encontraban de gira en 2003 hasta el 2005. También tuvieron varias giras y shows británicos como Headliners alrededor de toda Europa.
En el 2007, la banda recibió mucha más atención gracias al éxito de su banda amigaThe Horrors, con quienes estuvieron de gira en abril; a pesar de tener una estética similar, no comparten el mismo estilo musical.
Esta formación grabó y lanzó la mayor cantidad de material de la banda, incluyendo el álbum inédito de larga duración Pop/Aural. También tuvieron dos giras en Japón que fueron completadas con sus giras habituales en Inglaterra y Europa. 
En julio de 2009, el bajista abandona el grupo por razones personales y el 10 de septiembre de ese mismo año, debuta la banda con una nueva y ampliada formación de cuatro miembros, con un nuevo bajista Charles Boyer y Paul Linger a la percusión y samples. Este año vio también la salida de su L. P. de debut X.Enc y 'Front on Backwards', una canción escrita por Linger en el verano de 2008 cuando la banda estaba de gira por Japón, grabados en un almacén en su ciudad natal, Cheshunt y producido por el propio Linger.

## Nuevo álbum en 2013: Dimly Lit
La banda anunció a través de un comunicado oficial en su página web que iba a volver al estudio en diciembre de 2012. Los miembros fundadores John Linger y Brandon Jacobs viajarían a Toulouse, Francia para grabar su nuevo álbum denominado 'Dimly Lit'. Ellos, acompañados por los ingenieros franceses Jean-Michel Cros y Ayumu Matsuo editaron y grabaron el álbum. Al mismo tiempo,  tuvieron sus tres últimos Shows del año en Francia, tocando por última vez el material viejo.
Linger y Jacobs, han explicado que el nuevo material no se parecen en sonido a alguno de sus trabajos anteriores, y han advertido a los fanes que no esperen el Punk que los caracterizaba en años anteriores.
Algunos demos y clips, que la misma banda ha subido a su cuenta de Youtube confirman el nuevo sonido de la banda, quien entre sus nuevas influencias se encuentran Broadcast , Stereolab , Silver Apples y Pop Francés de 1960. El disco saldrá a la venta en marzo / abril de 2013 y fue mezclado por James Aparicio. También se confirmaron a los nuevos integrantes de la banda: el ex de Strange Idols, David Smith y el bajista francés Syd Kemp.

## Miembros actuales
- John Linger: Guitarra / Voz

- Brandon Jacobs: Batería / Coros

- Syd Kemp: Bajo

## Cronología de los miembros de la banda y grabaciones
John Linger: Guitarrista, vocalista, compositor (1999-presente)
Presente en: todas las grabaciones y lanzamientos
Brandon Jacobs: Batería (1999-presente)
Presente en: todas las grabaciones y lanzamientos
Tom Hawkins: Bajista (1999-2000)
Presente en: Demand The Impossible (Album, 2000)
James Hair: Bajista (2000-2005, 2011-2012)
Presente en: Come Down (Single, 2003), I Hate Models (Single, 2004), Change/Return/Success (Album, 2004), Always The Same (Single, 2005), Another Day (Single, 2005), Perpetually/Live/2005 (Album, 2011), Visit-Revisited (compilation album, 2012).
Keith Seymour: Bajista (2005-2009)
Presente en: Stand Up (Single, 2006), Lucifer Sam (Single, 2006), Something Perpetual (Album, 2006), You Didn't Care (Single, 2007), Reflective/Surface (Single, 2008), I'm Ill (Single, 2008), X.Enc (Album, 2009), Visit-Revisited (compilation album, 2012).
Charlie Boyer: Bajista (2009)
No participó en ninguna grabación.
Paul Linger: Percusionista (2009)
Presente en: Warehouse Stories (E.P, 2011), Visit-Revisited (compilation album, 2012)
David Smith: Sintetizadores (2013-2014)

## Lanzamiento del Proyecto Visit-Revisited
En septiembre de 2011, la banda anunció a través de su página oficial en Facebook de que habría una serie de lanzamientos con material inédito. El primero consistió en un show en vivo de larga duración a partir de 2005, que está disponible a partir de lunes 26 de septiembre de 2011 del sitio web oficial de los Neils Children, mientras que otras versiones posiblemente tendrían demos, remixes alternativos y material en vivo. También se ha añadieron en el sitio oficial y en la página de Facebook dos grabaciones inéditas, es decir, una versión en vivo de'Getting Evil In The Playground' en el Junkclub en 2005 y una pista inédita 'Turn Your Life Around' presente en una sección oculta en el sitio de la banda a partir de 2009.
Todo el material está siendo editado y compilado por Linger, Jacobs y a largo plazo por el bajista James Hair. 

## Otro trabajos
Varios miembros de la banda han llevado a cabo proyectos secundarios. Linger, bajo el seudónimo de "Round", fue el primer miembro de los Neils Children que trabajó en solitario y grabó en 2007 algunos temas que fueron publicados en MySpace . Realizó una exposición individual en el Circle Club in Southend. Jacobs presentó material denominado 'Goodnight And I Wish*'y ha grabado una serie de lanzamientos.
Linger es también activo como ingeniero de mezcla y productor de discos en varios proyectos. Produjo la discografía de la banda a principios Londres,  Electricity In Our Homes (que incluye a su hermano Paul en la batería), en 2007 The Shareholders Meeting EP y en 2008 los sencillos 'We Thought It Was, But It Wasn't' (Too Pure) y 'Silver Medal In Gymnastics' (4AD).
Recientemente, produjo y mezcló dos temas previstos para un solo lanzamiento de una banda de post-punk en Chichester y un nuevo álbum en Moscú para la banda Manicure's que saldrá a la venta en abril / mayo de 2011.
Las discográficas supervisadas por Jacob, son: Modern Pop ha dado a conocer el trabajo de Electricity In Our Homes y Strange Idols, y Structurally Sound, fundada por la banda en 2008 para lanzar su propia música.

## Separación
En agosto de 2010, los miembros fundadores Linger y Jacobs anunció la separación del grupo, planeando la última presentación de la banda en 2010 en el Festival Offset. Aunque originalmente se planeaba que Linger se presentara en solitario, finalmente el dúo tocó un par de arreglos sobre las canciones de Neils Children y usando parte del Show para mostrar su nuevo grupo, The Drop Cinco.

## Reconciliación
Se anunció a través de la página oficial del grupo de Facebook en octubre de 2011 que los principales miembros Linger, Jacobs y Hair estaban ensayando juntos por primera vez en 7 años, con el objetivo de tocar shows en vivo a partir de marzo de 2012. Se anunció que en sus presentaciones tocarían canciones de la época en la que Hair estuvo como bajista de la banda (2000-2005) e incluirían canciones del miniálbum 'Change/Return/Success'.

## Discografía
- "Change/Return/Success" (Miniálbum, 2004)
- "X.Enc" (Álbum, 2009)
- "Perpetually/Live/2005" (Álbum en directo, 2011)
- "Warehouse Stories E.P" (2011)
- "Dimly Lit" (2013)

## Videografía
- "Come Down" (2003) Link
- "Always The Same" (2005) Link
- "Another Day" (2006) Link
- "Stand Up" (2006) Link
- "You Didn't Care" (2007) Link
- "Trust You" (2013) Link

## Singles
- "Come Down" (2003 / Soft City Recordings)
- "I Hate Models" (2004 / Soft City Recordings/Loog)
- "Always The Same" (2005 / Poptones/Soft City)
- "Another Day" (2006 / White Heat Records)
- "Stand Up" (2006 / Half Machine Records)
- "Lucifer Sam" (Pink Floyd cover) (2006 / Modern Pop Records)
- "You Didn't Care" (2007 / 30:30 Recordings)
- "Trust You" (2013 /Boudoir Moderne Records) ?